# موریس بارس
موریس بارِس (به فرانسوی: Maurice Barrès) تلفظ فرانسوی: [mɔʁis baʁɛs] نویسنده و روزنامه‌نگار قرن نوزدهم میلادی اهل فرانسه بود.